# Кирешть
Кирешть, Кирешті (рум. Cârăști) — село у повіті Алба в Румунії. Входить до складу комуни Аврам-Янку.
Село розташоване на відстані 333 км на північний захід від Бухареста, 66 км на північний захід від Алба-Юлії, 73 км на південний захід від Клуж-Напоки, 141 км на північний схід від Тімішоари.

## Населення
За даними перепису населення 2002 року у селі проживали 30 осіб, усі — румуни. Усі жителі села рідною мовою назвали румунську.